# Blondie Girl Productions

Blondie Girl Productions — кінокомпанія яку заснувала Ешлі Тісдейл у 2008 році.

## Історія

### 2008
Заснування

### 2010
Ешлі і її виробництво Blondie girl Productions підписала багаторічний контракт з RelativityReal, реалті/альтернативне ТБ Медіа Райан Кавана . Угода заключена для створення, розробки і виробництва нових серіалів і фільмів для широкомовних і кабельних мереж. RelativityReal генеральний директор Том Форман, який також є золотим голосом озвучки.
У тому ж році, Ешлі повідомила, що продала свій перший фільм, ABC Family.

### 2011
Протягом 2011 року Тісдейл почала більше займатися своєю кар'єрою як продюсера кіно і телебачення. Актриса і співачка працює над майбутнім телесеріалом за мотивами книги Синя Лорі Фаріа Stolarz який э кошмаром, фільмом для каналу Дісней під назвою Adventure Quest і її Miss Advice офіційно взяв Bravo.

### 2012
Компанія співзасновником якої є Ешлі Тісдейл і Джессіка Роудес в цей час розширюють свою присутність в цифровому світі, вона представила три серії, які включають в себе один в партнерстві з світовими ЗМІ. Спочатку сценарій серії буде онлайн в партнерстві з Dolphin Digital Media, що буде розповідати про життя середньої школи. Запуск наступного буде як шоу з прихованою камерою, у якому люди таємно домовляються про ситуацію, в якій двоє їхніх друзів «випадково» змушений зустрічатися, з метою романтичної іскри. Крім того, в розвиток йдуть суміш гумористичних замальовок і усні моменти з комедійною трупою доктора Бог з Меттью Ліллард, Kirkland Tibbels, Джастін Ware виробництва. ABC Family також уклала угоду з розвитком Blondie Girl Production для The Keys. Ешлі і її партнер Джесіка будуть виконавчими продюсерами детективної драми з RelativityREAL генеральним директором якої є Том Форман.
Blondie Girl Productions Miss Adviced ТВ прем'єра 18 червня і регулярно транслюються по понеділках, в 10/9c на Bravo до фіналу сезону, 6 серпня.